# Окна-Дежулуй
Окна-Дежулуй (рум. Ocna Dejului) — село у повіті Клуж в Румунії. Адміністративно підпорядковане місту Деж.
Село розташоване на відстані 344 км на північний захід від Бухареста, 42 км на північний схід від Клуж-Напоки.

## Населення
За даними перепису населення 2002 року у селі проживала 2481 особа.
Національний склад населення села:
| Національність | Кількість осіб | Відсоток |
| -------------- | -------------- | -------- |
| румуни         | 2097           | 84,5%    |
| угорці         | 376            | 15,2%    |
| цигани         | 5              | 0,2%     |

Рідною мовою назвали:
| Мова      | Кількість осіб | Відсоток |
| --------- | -------------- | -------- |
| румунська | 2112           | 85,1%    |
| угорська  | 369            | 14,9%    |